# Abas I.
Abas I. (27. siječnja 1571. – 19. siječnja 1629.), zvan Veliki bio je perzijski šah Safavidskog Carstva od 1587. do 1639. godine.
U borbi s feudalcima učvrstio je središnju vlast, proveo niz reforma i reorganiziriao vojsku. Nakon pobjedonosnih ratova protiv Uzbeka (1597.) i Turaka (od 1603.) zavladao je Horasanom, Zakavkazjem i Irakom (pad Bagdada 1623.). Uz pomoć engleske istočnoindijske kompanije zauzeo je Hormuz (1622.). Tijekom njegove vladavine izgrađene su u zemlji mnoge ceste, mostovi te monumentalne građevine, osobito u glavnom gradu Isfahanu, a pojačane su i trgovačke i kulturne veze s Europom. Abas I. bio je prvi perzijski vladar koji je slao mlade slikare na školovanje u Italiju. Njegovo je vladanje razdoblje najvišeg uspona države Safavida.